# 姉齒秀次偽造結構計算書事件
姉齒秀次偽造結構計算書事件是一宗發生於日本的建築舞弊案件，日文原名或。該案於2005年末被揭發，起因於一級建築師姉齒秀次基於個人利益而長期偽造結構計算書，導致其經手的許多公寓、大廈和賓館等的建築實際上不能符合《建築基準法》所規定的抗震強度。此事件除了造成眾多住戶及建築所有權人的損失之外，也引發日本社會對於自家建築的安全疑慮，隨後也陸續發現其他的偽造事件。

## 事件背景
根據日本政府於1998年6月12日修訂公佈的《建築基準法》，建築的構造計算書可以由自治體指定的民間性能評價單位負責建築物的檢查與確認，但是這些民間的評價單位無法看出構造計算書的真偽，而且這些被指定的評價單位常為建設公司出資，使得其公正性受到批判。

## 当事人
姉齒秀次（1957年6月10日—）生于日本宫城县大乡町，事发前为一名一级建筑师。
2005年，日本國土交通省揭发了姉齒秀次透过对建筑物的抗震强度偷工减料，使建筑物品質出现问题。2005年12月7日，姉齒秀次的一级建筑师执照被国土交通省吊销。2006年4月26日，姉齒秀次被逮捕。2007年，姉齒秀次遭判決有罪。姉齒秀次的妻子雖無涉本案，但也因身心煎熬而跳樓自殺。

## 經過
2005年11月17日，國土交通省發表千葉縣市川市的姉齒建築設計事務所涉嫌偽造包括公寓大樓、賓館……總計21棟建築物的構造計算書。此消息被視為重大社會問題而受到關注。其中含賓館在內，有14棟已經完工，數天後有2棟被判定沒有達到耐震標準，震度達到5就有可能倒塌。
2005年11月24日，國土交通省召開非公開聽證會，指出一級建築師姉齒秀次偽造公寓大樓之構造計算書。12月7日經由中央建築師審查會的同意，決議吊銷姉齒秀次的一級建築師執照。同日，國土交通省進入檢查與偽造構造計算書有關的建築，確認民間的指定檢查機關「EHomes」未盡義務，並檢討是否作出取消指定資格等的行政處分。
2005年11月25日，國土交通省向負責在福岡市、東京都千代田區及千葉縣船橋市的19棟公寓大樓施行檢測的三家公司聽取會報。同日，在東京都台東區，對國土交通省發表了構造計算書的偽造的東京都內的公寓大樓和賓館以外，區進行建築確認和放過偽造的公寓大樓有的事判明了。區在24日取消著建築確認。
2005年11月26日，橫濱市因為低於著再計算了鶴見區的公寓大樓的建築確認申請書基準，說明了向公寓大樓住址者發出使用禁止命令的方針。通過由於國交省指出了的姉齒建築設計事務所的耐震強度的偽造問題，決定了自治團體發出建築物的使用禁止命令的方針是初次。又，於自由民主黨籍眾議院議員伊藤公介，粘連販賣了構造計算書被偽造的公寓大樓的企業之一的「Huser」，介紹該公司的小嶋進總經理向國土交通省的建築指導科長，使之尋求著國家資金的注入這樣的事實判明。同日，在鎌倉海濱公園的海岸發現了姉齒建築設計事務所的主要客戶森田設計事務所總經理森田信秀的遺體，一般認為是畏罪自殺。
2005年12月1日，在此次的事件被發現的約1年半前的2004年4月，提案著同在民間的指定確認檢查機關「日本ERI」中，被其他的設計事務所指出進行了構造計算的建築設計事務所的偽造，再次確認這個以前進行偽造了的設計事務所的構造計算書的事，不過明白了擔當者向上司不報告不被發表的事。又，同日實施構造計算書被偽裝的很多建築物了的熊本縣八代市的建設公司木村建設申請自己破產。
2005年12月5日，發表被大施工總承包商大林組成為原來承包，木村建設由於轉包施工了的JR西日本的關聯公司經營的賓館「Via inn 新大阪西」的結構計算書一部分的改竄確認了，從5日營業自己剋制。在此次的事件大施工總承包商干預了的初次。同日，國土交通省以姉齒建築師涉嫌違反建築基準法向警視廳提出告發並獲得受理。
2006年4月26日，姉齒秀次、木村盛好、篠塚明、藤田東吾等8人被逮捕。2006年5月17日，小嶋進也被逮捕，木村盛好再度被逮捕。

## 所涉及建築名單

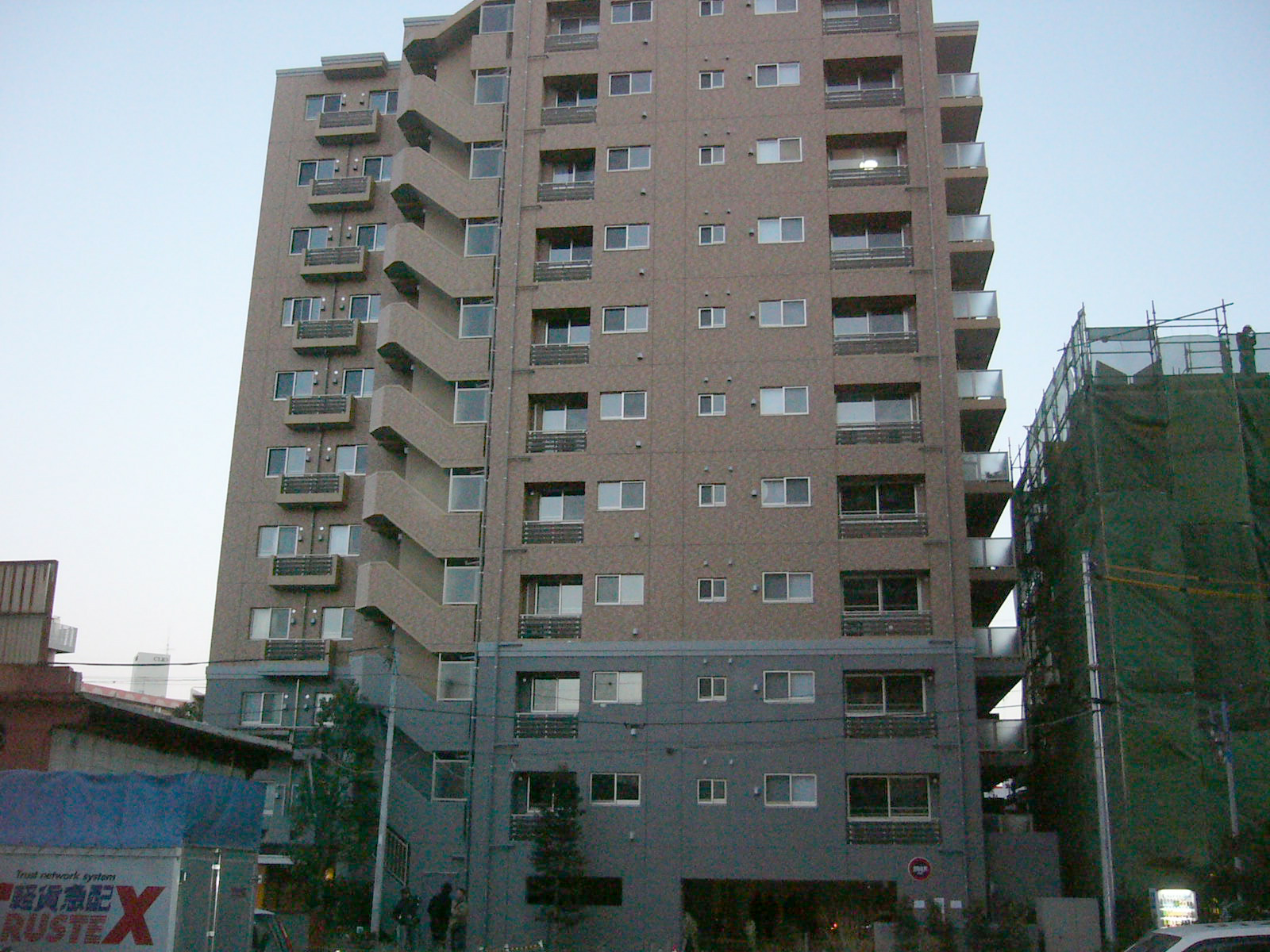
抗震強度最低的神奈川縣藤澤市「大舞台藤澤」（グランドステージ藤沢）公寓

姉齒建築事務從1986年到2005年期間共參與了208棟建築物的建設，其中遍及16都府縣的63棟建築被發現存在偽造問題。63棟中包括33棟旅館，27棟公寓（共約600戶），另有9棟尚在建設中。
- 東京都
  - 公寓13（3）棟
- 賓館4棟
- 埼玉縣：公寓1棟（川口市）
- 千葉縣
  - 公寓7（4）棟（船橋市、白井市）
  - 其他3戶（船橋市）
- 神奈川縣
  - 公寓6（2）棟（橫濱市、藤澤市）
  - 賓館2（1）棟
- 群馬縣：賓館3棟（伊勢崎市、澁川市）
- 長野縣：賓館3棟（駒根市、松本市、伊那市）
- 靜岡縣：賓館3（1）棟（掛川市、靜岡市、湖西市）
- 愛知縣：賓館7棟（刈谷市、大府市、岡崎市、半田市、豐田市）
- 岐阜縣：賓館1棟（高山市）
- 三重縣：賓館3棟（桑名市）
- 奈良縣：賓館2棟（奈良市）
- 京都府：賓館2棟（京丹後市、舞鶴市）
- 大阪府：賓館1棟（大阪市）
- 兵庫縣：賓館1棟（三田市）
- 福岡縣：賓館2（1）棟（福岡市）
- 佐賀縣：賓館1（1）棟（伊萬里市）

## 受害救濟
缺陷住宅受害全國聯絡協議會（缺陷住宅全國網）於2005年2月3日於東京都新宿日本青年館召開免費「受害者商量會」，協助組成受害者自救會。

## 事件相關人物
- 姉齒秀次（前一級建築師）
- 小嶋進（Huser總經理）
- 內河健（綜合經營研究所所長）
- 藤田東吾（EHomes總經理）
- 木村盛好（木村建設總經理）
- 篠塚明（木村建設前東京支店長）

## 参看
- 三豐百貨大樓

## 外部連結
- 結構計算書偽裝問題及其對策（日語）
- 日本豆腐渣大樓震驚全國 國會問訊地產巨頭（页面存档备份，存于）
- 日本建築商偽造抗震數據 豆腐渣設計師推卸責任
- 日建築商偷工減料偽造旅館抗震數據（页面存档备份，存于）
- 青年参考
- 地方紀念阪神大地震 國會傳喚偷工不動產商